# Ángel Muñoz
Ángel Muñoz es un historietista español, nacido en Quart en 1978.

## Biografía
Ángel Muñoz comenzó a interesarse por el medio cuando en un viaje a la librería Futurama, sus padres, para que se callara, le compraron un tebeo.
Abandonó los estudios de diseño gráfico y en 2003 publicó su primer trabajo profesional: La traición sabe a oro negro (Aleta Ediciones).
Dedicado profesionalmente a las artes gráficas, tardó cuatro años en dibujar la novela gráfica Rapide!, un cómic de serie negra que parte de un hecho histórico, el viaje del Dragon Rapide desde Biarritz hasta Las Palmas de Gran Canaria para recoger a Francisco Franco. Publicado por Ediciones de Ponent en 2010, contó con la colaboración de A. F. Carrasco a los grises.
En el año 2015 publica la novela gráfica: Solo los muertos no hablan (Ediciones De Ponent), un cómic de temática histórica ambientada en la Barcelona obrera de principios del siglo XX que presenta una lectura de clase además de una narrativa sobre la asesina Enriqueta Martí en su contexto social.
En 2019 publica: Objetivo de Hedy Lemarr (Editorial Grafito), una novela gráfica que toma como referencia la figura de Hedy Lemarr como protagonista de una trama de ficción.